# Mistrzostwa Świata w Biegach Przełajowych 1985
13. Mistrzostwa Świata w Biegach Przełajowych – zawody lekkoatletyczne, które odbyły się 24 marca 1985 roku w Lizbonie, w Portugalii.

## Rezultaty

### Seniorzy

#### Indywidualnie
| Medal  | Zawodnik      | Czas      |
| Złoto  | Carlos Lopes  | 33:33 min |
| Srebro | Paul Kipkoech | 33:37 min |
| Brąz   | Wodajo Bulti  | 33:38 min |

#### Drużynowo
| Medal  | Zawodnik | Punkty  |
| Złoto  | Etiopia · Wodajo Bulti (3) · Bekele Debele (4) · Kassa Balcha (6) · Girma Berhanu (28) · Chala Urgessa (33) · Hailu Wolde Tsadik (55)     | 129 pkt |
| Srebro | Kenia · Paul Kipkoech (2) · Andrew Masai (14) · Boniface Merande (17) · Joshua Kipkemboi (22) · Jackson Ruto (41) · James Kipngetich (45) | 141 pkt |
| Brąz   | Stany Zjednoczone · Bruce Bickford (10) · Pat Porter (12) · Ed Eyestone (16) · Craig Virgin (19) · Mark Curp (40) · Jeff Drenth (56)      | 153 pkt |

### Juniorzy

#### Indywidualnie
| Medal  | Zawodnik               | Czas      |
| Złoto  | Kipkemboi Kimeli       | 22:18 min |
| Srebro | Habte Negash           | 22:27 min |
| Brąz   | Wolde Silasse Melkessa | 22:27 min |

#### Drużynowo
| Medal  | Zawodnik  | Punkty |
| Złoto  | Etiopia   | 16 pkt |
| Srebro | Kenia     | 26 pkt |
| Brąz   | Hiszpania | 64 pkt |

### Kobiety

#### Indywidualnie
| Medal  | Zawodniczka        | Czas      |
| Złoto  | Zola Budd          | 15:01 min |
| Srebro | Cathy Branta       | 15:24 min |
| Brąz   | Ingrid Kristiansen | 15:27 min |

#### Drużynowo
| Medal  | 'Zawodniczki                                                                                             | Punkty |
| Złoto  | Stany Zjednoczone · Cathy Branta (2) · Betty Springs (9) · Shelly Steely (15) · Kathryn Hayes (16)       | 42 pkt |
| Srebro | ZSRR · Olga Bondarienko (7) · Tetiana Pozdniakowa (19) · Marina Rodczenkowa (20) · Irina Bondarczuk (31) | 77 pkt |
| Brąz   | Rumunia · Fița Lovin (4) · Elena Fidatof (10) · Paula Ilie (34) · Mariana Stanescu (48)                  | 96 pkt |

## Tabela medalowa
| Miejsce | Kraj              | Złoto | Srebro | Brąz | Razem |
| 1.      | Etiopia           | 2     | 1      | 2    | 5     |
| 2.      | Kenia             | 1     | 3      | 0    | 4     |
| 3.      | Stany Zjednoczone | 1     | 1      | 1    | 3     |
| 4.      | Portugalia        | 1     | 0      | 0    | 1     |
| 4.      | Anglia            | 1     | 0      | 0    | 1     |
| 6.      | ZSRR              | 0     | 1      | 0    | 1     |
| 7.      | Hiszpania         | 0     | 0      | 1    | 1     |
| 7.      | Norwegia          | 0     | 0      | 1    | 1     |
| 7.      | Rumunia           | 0     | 0      | 1    | 1     |